# The Gravity Group
The Gravity Group, LLC ist ein US-amerikanisches Unternehmen, das sich auf die Konstruktion und den Bau von Holzachterbahnen spezialisiert hat.

## Hintergrund
Das Unternehmen befindet sich in der Stadt Cincinnati im US-Bundesstaat Ohio und wurde ursprünglich 2002 von den vier ehemaligen Achterbahndesignern von Custom Coasters International, Korey Kiepert, Chad Miller, Michael Graham und Larry Bill gegründet. Seit 2007 arbeitet das Unternehmen mit dem kanadischen Hersteller Martin & Vleminckx zusammen. Im Jahr 2008 stellte das Unternehmen den Timberliner vor, einen selbstkonstruierten Zug der neuen Generation, der speziell für Holzachterbahnen entwickelt wurde. Sie werden von dem Schwesterunternehmen von The Gravity Group, der Gravitykraft Corporation produziert, welches ebenfalls im selben Ort ansässig ist.

## Liste der Achterbahnen
| Name                | Stützkonstruktion  | Freizeitpark                     | Land       | Eröffnet | Status     |
| ------------------- | ------------------ | -------------------------------- | ---------- | -------- | ---------- |
| Boardwalk Bullet    | Holzkonstruktion   | Kemah Boardwalk                  | USA        | 2007     | In Betrieb |
| Cú Chulainn         | Holzkonstruktion   | Emerald Park                     | Irland     | 2015     | In Betrieb |
| Dauling Dragon      | Holzkonstruktion   | Happy Valley (Wuhan)             | China      | 2012     | In Betrieb |
| Fireball            | Holzkonstruktion   | Happy Valley (Shanghai)          | China      | 2009     | In Betrieb |
| Fjord Flying Dragon | Holzkonstruktion   | Happy Valley (Tianjin)           | China      | 2013     | In Betrieb |
| Hades 360           | Metallkonstruktion | Mount Olympus Water & Theme Park | USA        | 2005     | In Betrieb |
| Jungle Trailblazer  | Holzkonstruktion   | Fantawild Dreamland (Zhuzhou)    | China      | 2016     | In Betrieb |
| Jungle Trailblazer  | Holzkonstruktion   | Oriental Heritage (Wuhu)         | China      | 2015     | In Betrieb |
| Jungle Trailblazer  | Holzkonstruktion   | Oriental Heritage (Jinan)        | China      | 2015     | In Betrieb |
| Jungle Trailblazer  | Holzkonstruktion   | Oriental Heritage (Ningbo)       | China      | 2016     | In Betrieb |
| Jungle Trailblazer  | Holzkonstruktion   | Fantawild Dreamland (Zhengzhou)  | China      | 2015     | In Betrieb |
| Jungle Trailblazer  | Holzkonstruktion   | Oriental Heritage (Xiamen)       | China      | 2017     | In Betrieb |
| Jungle Trailblazer  | Holzkonstruktion   | Fantawild Asian Legends          | China      | 2018     | In Betrieb |
| Leviathan           | Holzkonstruktion   | Sea World                        | Australien | 2022     | In Betrieb |
| Mine Blower         | Metallkonstruktion | Fun Spot America                 | USA        | 2017     | In Betrieb |
| Oscar's Wacky Taxi  | Metallkonstruktion | Sesame Place                     | USA        | 2018     | In Betrieb |
| Ravine Flyer II     | Metallkonstruktion | Waldameer                        | USA        | 2008     | In Betrieb |
| Roar-O-Saurus       | Holzkonstruktion   | Story Land                       | USA        | 2014     | In Betrieb |
| Switchback          | Metallkonstruktion | ZDT'S Amusement Park             | USA        | 2015     | In Betrieb |
| The Voyage          | Metallkonstruktion | Holiday World                    | USA        | 2006     | In Betrieb |
| Timber              | Holzkonstruktion   | Walibi Rhône-Alpes               | Frankreich | 2016     | In Betrieb |
| Time Travel         | Holzkonstruktion   | Hot Go Park                      | China      | 2014     | In Betrieb |
| Twister             | Metallkonstruktion | Gröna Lund                       | Schweden   | 2011     | In Betrieb |
| Wood Express        | Metallkonstruktion | Parc Saint-Paul                  | Frankreich | 2018     | In Betrieb |
| Wooden Warrior      | Holzkonstruktion   | Quassy Amusement Park            | USA        | 2011     | In Betrieb |
| Zippin Pippin       | Holzkonstruktion   | Bay Beach Amusement Park         | USA        | 2011     | In Betrieb |

## Galerie

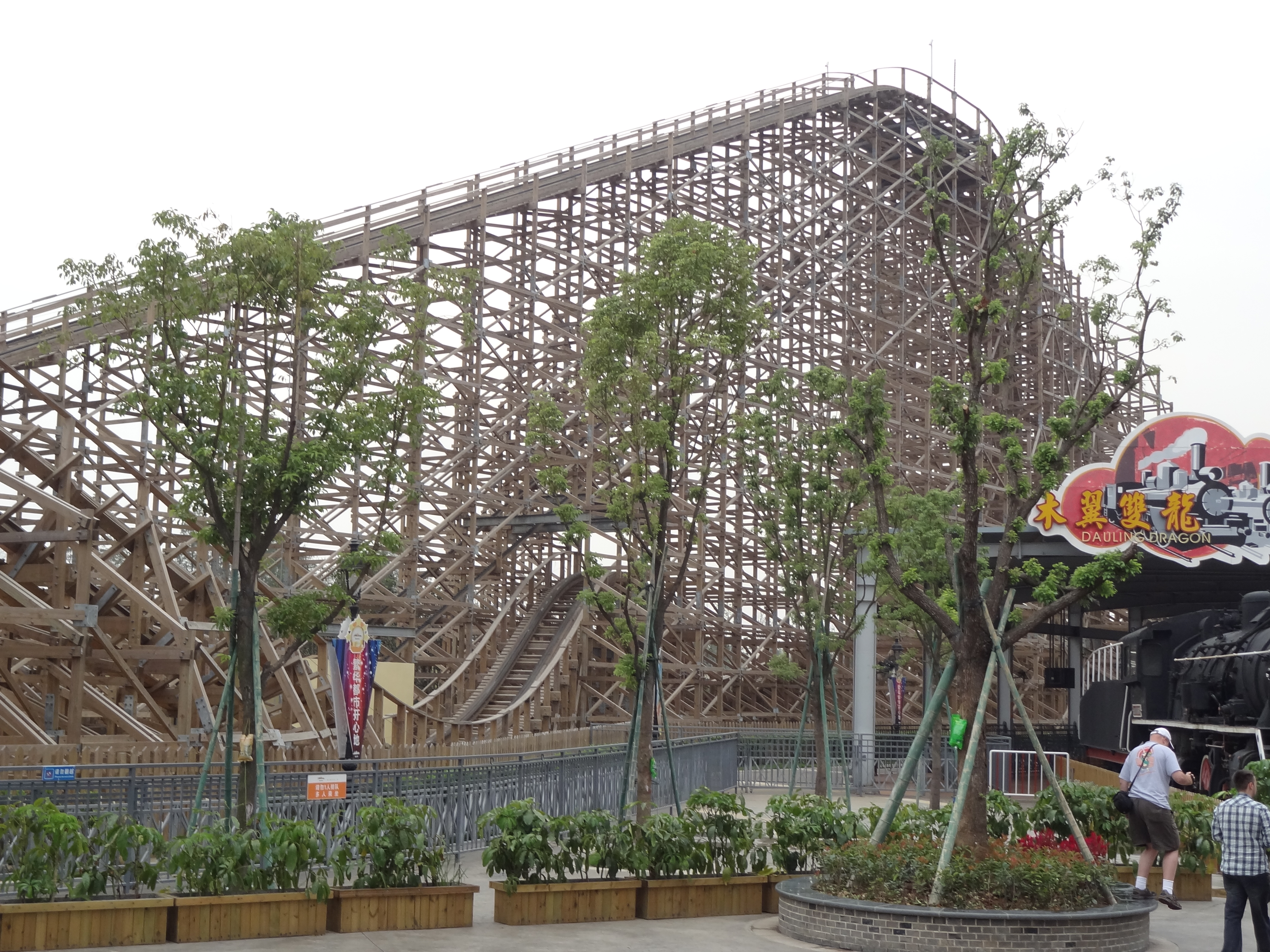
Dauling Dragon
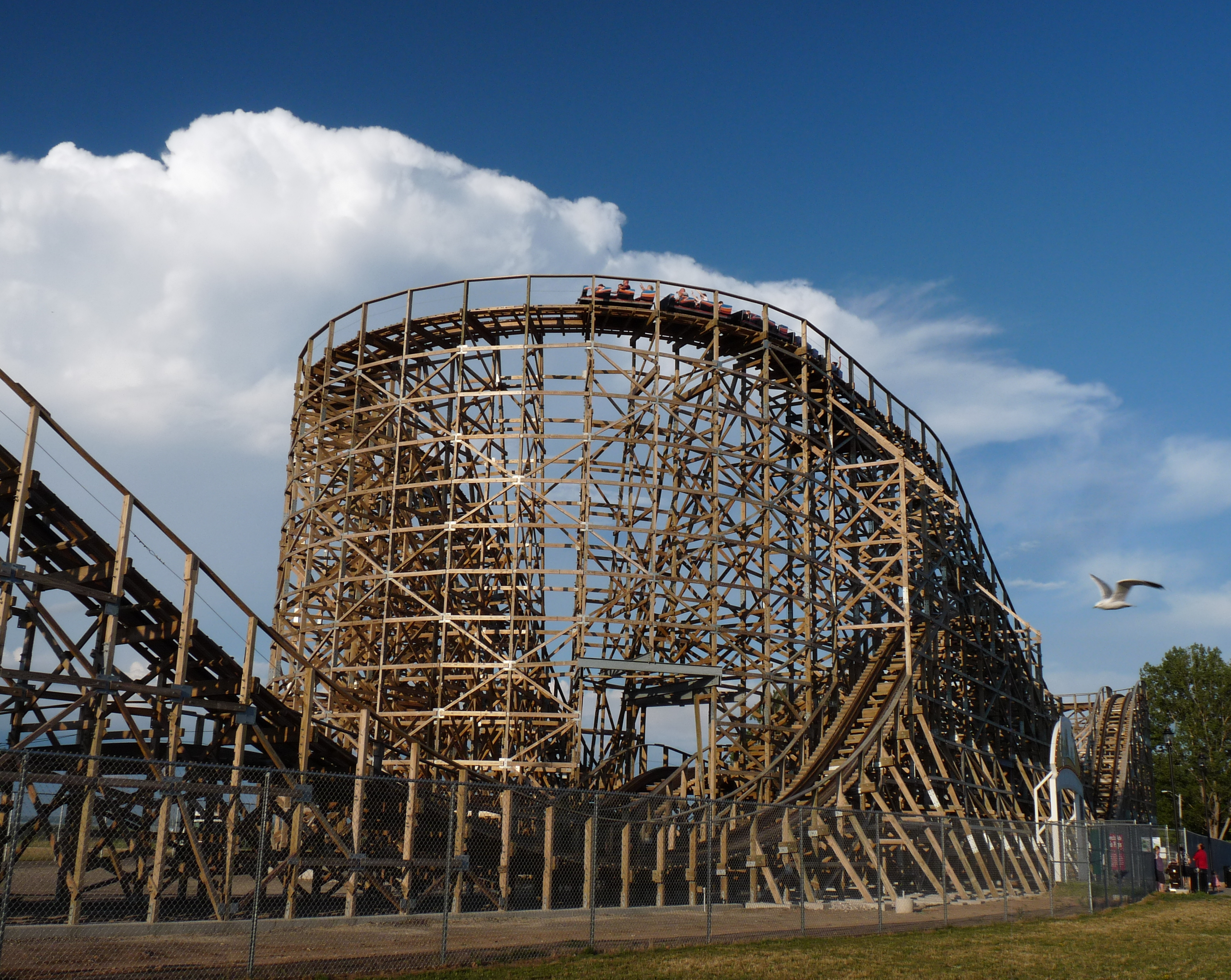
Zippin Pippin
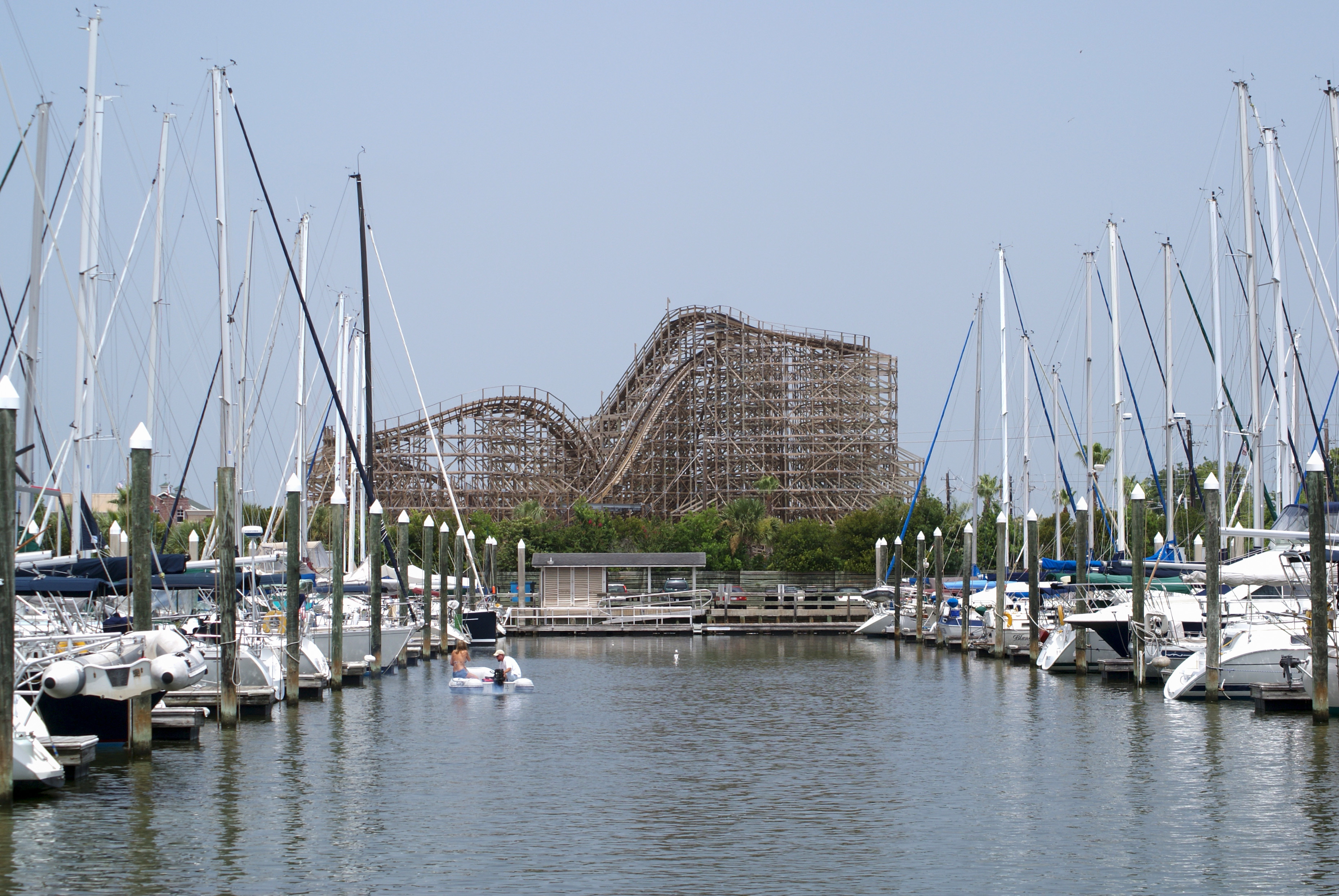
Boardwalk Bullet
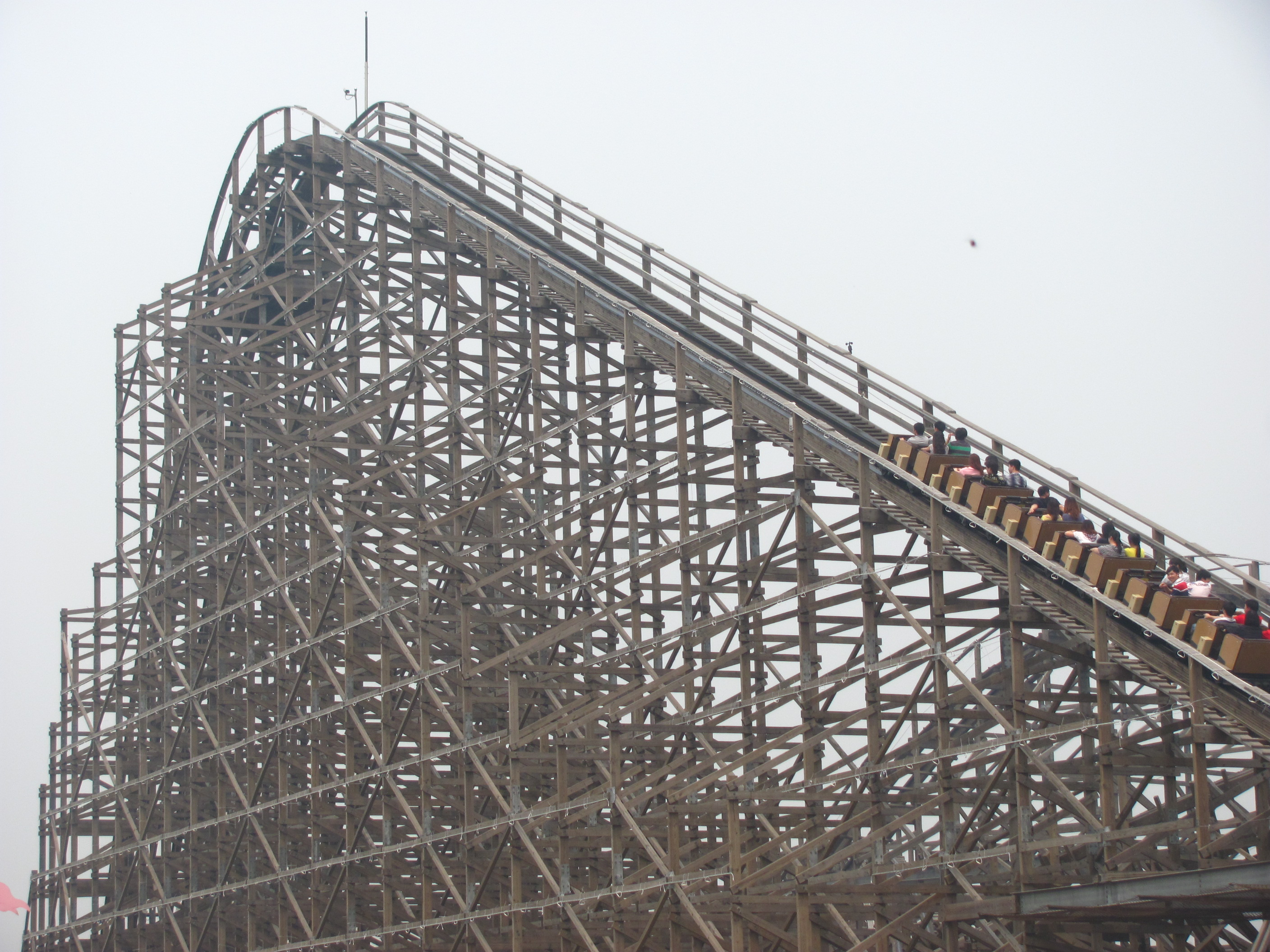
Fireball
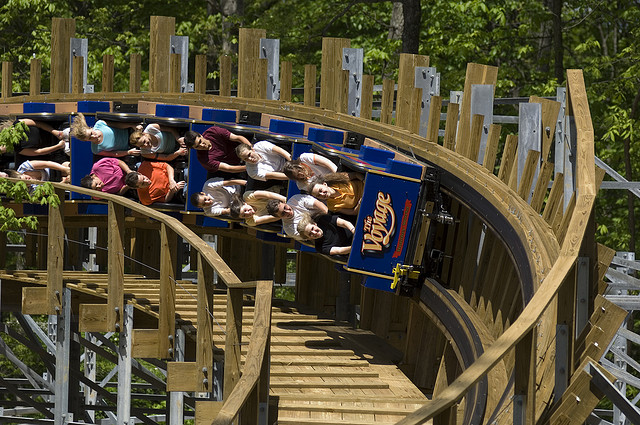
The Voyage
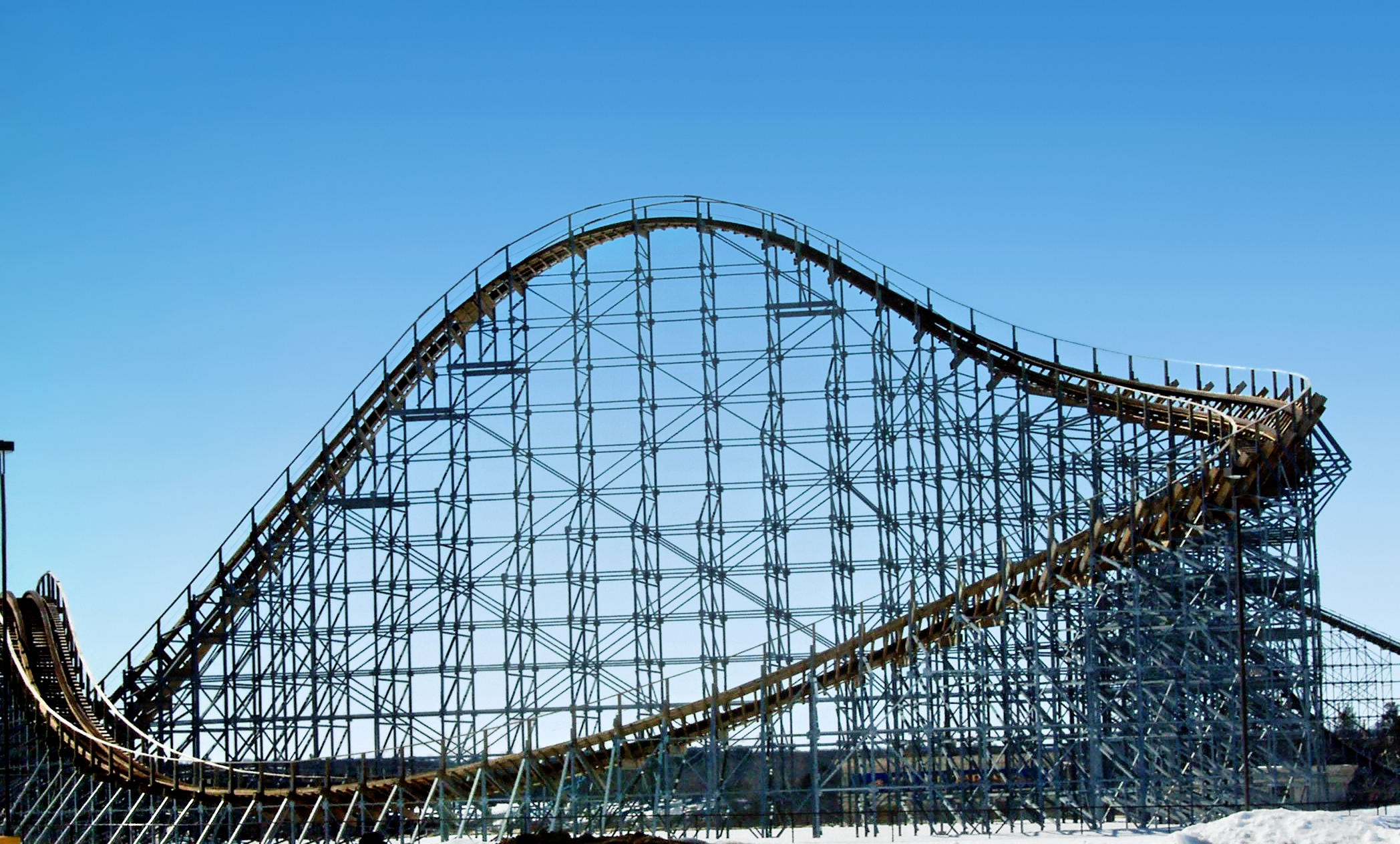
Hades 360
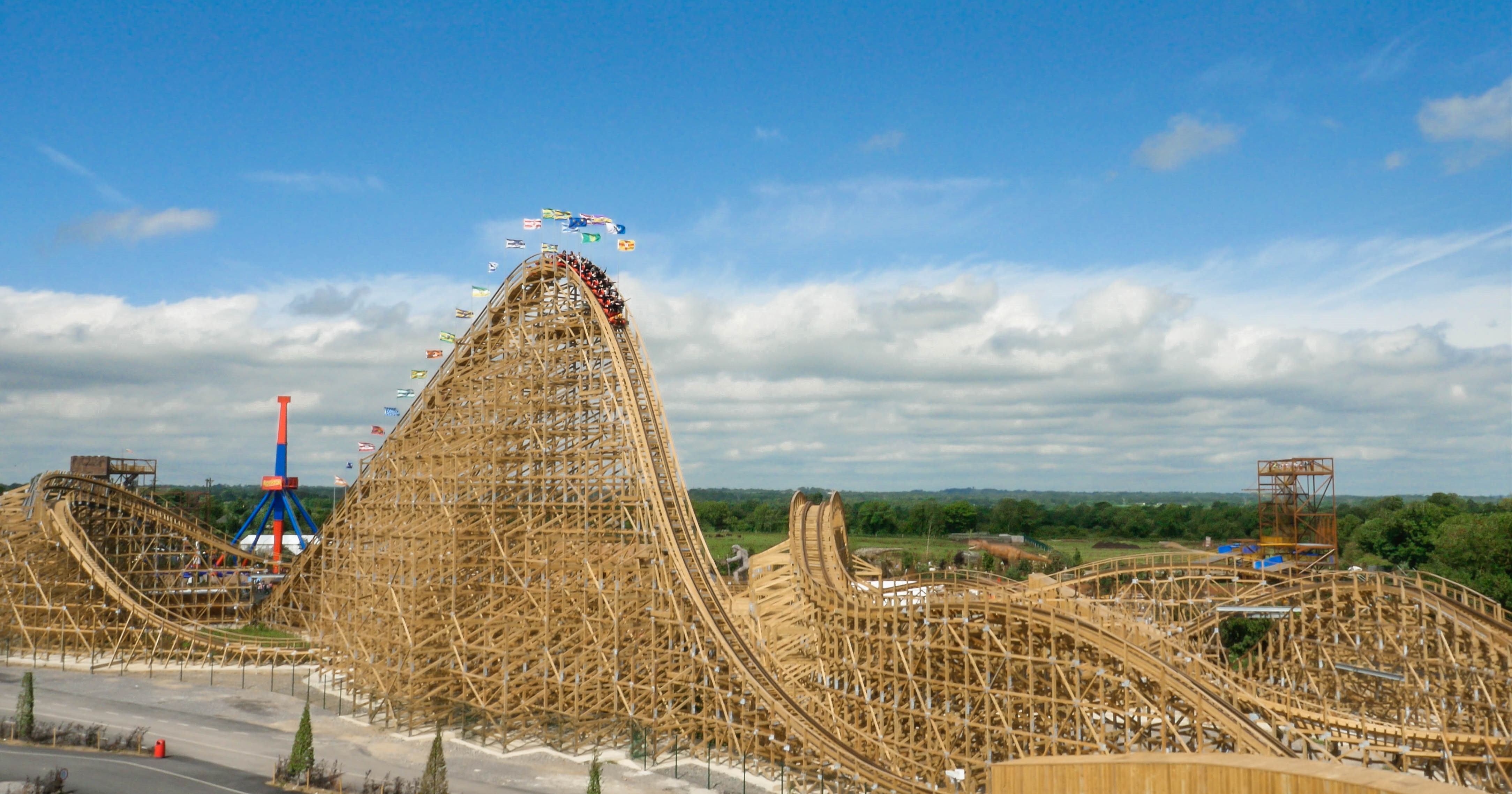
Cú Chulainn